# Duguetia latifolia
Duguetia latifolia este o specie de plante angiosperme din genul Duguetia, familia Annonaceae, descrisă de Robert Elias Fries. Conform Catalogue of Life specia Duguetia latifolia nu are subspecii cunoscute.